# Rimske katakombe
Rimske katakombe je prvotno bio naziv za lokalitet s ranokršćanskim grobljem kraj današnje crkve sv. Sebastijana u Rimu. Danas se prije svega misli na podzemno groblje u kojemu su pokapani rimski kršćani, često velikih dimenzija, naročito u ranokršćansko doba (najpoznatije su katakombe u Rimu Sebastijanove, Domiciline, Prisciline i dr.). Isklesane su u mekoj stijeni na svetom području koje okružuje Rim.
Kršćani, kojima je vjera bila zabranjena, skrivali su se u podzemlju rimskih katakombi, gdje su propovijedali i pokapali mrtve u grobnice i svetišta. Kad je car Neron počeo progoniti kršćane, za molitvu su se sastajali u grobnicama – u to je vrijeme svaki građanin na groblju bio siguran. Prema rimskom zakonu, grobna mjesta bila su sveta (sacrosanct) te su Rimljani rijetko progonili kršćane u katakombama.
Sredinom 3. stoljeća, kada se u katakombama više nisu osjećali sigurnima, ljudi su zazidali postojeće ulaze i napravili nove, tajne. Podzemni su se hodnici pružali kilometrima – čak se kaže da bi katakombe bile duže od cijelog Apeninskog poluotoka kad bi se hodnici pružali pravocrtno.
U doba cara Konstantina završava progon kršćana te katakombe počinju posjećivati tisuće hodočasnika. U 5. stoljeću ulazi u katakombe zatrpavaju se kako bi ih se zaštitilo od Gota koji su u to vrijeme osvojili i opustošili Rim. Nakon 8. stoljeća katakombe su se prestale koristiti i zaboravljene su sve do njihova slučajna otkrića 1578.; sustavno se istražuju tek od 19. stoljeća.

## Uređenje i izgled
Katakombe su ponajprije bile mjesto za obavljanje bogoslužja i čuvanje relikvija mučenika. Ispočetka su katakombe imale i nadzemni dio u vidu dvorišta s trijemom, te sobe za zajedničku ishranu, ali s pojačanim progonom kršćanstva u 3. st. katakombe su ostale bez nadzemnih dijelova. Hodnici su najčešće dugi tri do četiri kilometra, a široki tek toliko da se dva pogrebnika, koja nose mrtvačka nosila, mogu mimoići. Stube koje vode u ove hodnike ponekad su i 12 metara ispod zemlje, a pri njihovom se dnu hodnici račvaju u brojnim pravcima. 
S vremenom su se proširile u sustav podzemnih hodnika, izgrađenih u nekoliko katova s proširenjima (cubicule, cryptae). One su se sastojale od tijesnih hodnika u čije su se zidove usijecale niše, u koje su se smještali ostaci tijela, a zatvarale se kamenim pločama. Neke katakombe imaju dvije ili više razina – katakombe svetog Sebastijana imaju čak četiri razine. Tijela umrlih stavljala su se u šupljine u zidovima, koje su prvobitno bile zazidane ciglama ili kamenjem. Kako su mnoge od tih pregrada u međuvremenu popustile i popucale, današnji se posjetitelji često moraju provlačiti između dugih redova kostura. 
Grobovi u katakombama imaju različite oblike: niša u zidu sa sarkofagom; četvrtasta niša loculi zatvorena vertikalnom pločom; veća nadsvođena niša arcosolia s grobom na dnu zatvorenim horizontalnom pločom; redovito s natpisom pokojnika, a često i ranokršćanskim simbolima (tzv. kriptojezik – znakovlje razumljivo samo poklonicima nove vjere). 
Skulpture i slike koje su očuvane u katakombama rađene su u maniri grčko-rimskih mitova, tako da skoro nema nikakve razlike između tzv. poganskih i kršćanskih djela. 
No postupno se formira vlastita kršćanska ikonografija simbola: krug = nebo, križ je osnovni simbol vjere, antički motiv pastira s ovcom na ramenu postaje simbolom "dobrog pastira", riba (na grčkom: ΙΧΘΥΣ što je skraćenica za Iesus Hristos Theou Yhios Soter – Isus Krist Sin Božji Spasitelj) simbol je Krista, sidra (simbol spasa), palma (simbol mučeništva), golubica kao simbol Duha Svetoga, jelen koji pije iz kantara (zdenca krstionice) kao simbol žudnje za krštenjem koje očišćuje i dr. 
Kristov monogram (X i P, koji se čitaju kao Hi-ro) stoje kao skraćenica za grčki naziv za Krista – XPIΣΘOΣ, a kao Konstantinov simbol pisano je kao: 
Katakombe su oslikavane zanimljivim freskama; u početku jednostavnim kompozicijama, poslije nastaju brojni ciklusi pučkih ekspresivnih slika prema Starom i Novom zavjetu (Mojsije; Lazarovo uskrsnuće; Krist među apostolima; Majka božja s djetetom i dr.), scene iz svakodnevnog života i portreti pokojnika. 
Stil slikanja je sažet, a odlikuje se brzim crtežom, svjetlosnim efektima, svijetlim bojama i plošnošću, odnosno ograničavanjem volumena. Iako je još uvijek bila nazočna tendencija slikanja portreta i točnog opisa nošnje, opći dojam je bestjelesan.

## Poveznice
- Katakombe
- Rano kršćanstvo
- Sarkofag Junija Basa
- Aleksandrijske katakombe
- Pariške katakombe
- Napuljske katakombe
- Katakombe u Jajcu